# 歴史総合
歴史総合（れきしそうごう）は、日本の高等学校の学校教育における教科「地理歴史」の科目の一つ。主に近現代の日本史及び世界史の両方を取り扱う。2022年の学習指導要領施行により新たに設置された。

## 概要
高等学校において2単位必修である。近現代の歴史の変化に関わる諸事象について、世界とその中における日本を広く相互的な視野から捉え、資料を活用しながら歴史の学び方を習得し、現代的な諸課題の形成に関わる近現代の歴史を考察、構想する科目として設置された。
学習目標について、学習指導要領解説の中で、社会的事象の歴史的な見方・考え方を働かせ、課題を追究したり解決したりする活動を通して、広い視野に立ち、グローバル化する国際社会に主体的に生きる平和で民主的な国家及び社会の有為な形成者に必要な公民としての資質・能力を次のとおり育成することを目指すとしている。

## 学習内容
学習指導要領の内容は以下の通り。
1. 歴史の扉
  - 歴史と私たち
  - 歴史の特質と資料
2. 近代化と私たち
  - 近代化への問い
  - 結び付く世界と日本の開国
  - 国民国家と明治維新
  - 近代化と現代的な諸課題
3. 国際秩序の変化や大衆化と私たち
  - 国際秩序の変化や大衆化への問い
  - 第一次世界大戦と大衆社会
  - 経済危機と第二次世界大戦
  - 国際秩序の変化や大衆化と現代的な諸課題
4. グローバル化と私たち
  - グローバル化への問い
  - 冷戦と世界経済
  - 世界秩序の変容と日本
  - 現代的な諸課題の形成と展望

詳しい内容については高等学校歴史総合 (Wikibooks) を参照。